# Landelijke fietsroute 22
De Landelijke fietsroute 22 of LF22 is een LF-route in Nederland tussen de Afsluitdijk en Kampen, een route van ongeveer 130 kilometer. De route is onderdeel van de Zuiderzeeroute.
Het fietspad loopt door de provincies Friesland en Overijssel.
De route van de Afsluitdijk naar Kampen heeft het nummer LF22a en de route van Kampen naar de Afsluitdijk LF22b.